# Pale Rider
Pale Rider er en amerikansk westernfilm fra 1985. Filmen er instrueret og produceret af Clint Eastwood, der også spiller hovedrolle. Titlen er en reference til De apokalyptiske ryttere, da rytteren på den blege hest er Døden.

## Handling
En fredelig gruppe guldgravere tyranniseres af magtmennesket Coy LaHood (Richard Dysart), som ønsker fuld kontrol over hele området omkring byen LaHood. Den selvstændige gruppe er lige ved at give op, da en mystisk og fåmælt præst (Clint Eastwood) rider ind i byen. Den fåmælte præst tager kampen op mod LaHood, noget som giver guldgraverne et nyt håb. LaHood beskyttes af byens sherif, men sheriffen er samtidig bange for præsten, som han synes at kende fra fortiden.

## Medvirkende
- Clint Eastwood som Preacher
- Michael Moriarty som Hull Barret
- Carrie Snodgress som Sarah Wheeler
- Richard Dysart som Coy LaHood
- Chris Penn som Josh LaHood
- Sydney Penny som Megan Wheeler
- Richard Kiel som Club
- Doug McGrath som Spider Conway
- Jeffrey Weissman som Teddy Conway
- John Russell som Marshal Stockburn
- S. A. Griffin som Deputy Folke
- Billy Drago som Deputy Mather
- Charles Hallahan som McGill
- Marvin J. McIntyre som Jagou
- Fran Ryan som Ma Blankenship
- Richard Hamilton som Pa Blankenship
- Terrence Evans som Jake Henderson

## Modtagelse
Pale Rider blev udgivet i USA i juni 1985, og blev den bedst indtjenende western fra 1980. Det var den første mainstream Hollywoodwestern der blev produceret den finansielle fiasko Heaven's Gate. Filmen modtog positive anmeldelser og har en score på 92% på filmhjemmesiden Rotten Tomatoes. Roger Ebert roste filmen og gav den fire ud af fire stjerner.
Filmen var en finansiel succes i Nordamerika, og indspillede for $41.410.568 i forhold til et budget på $6.900.000.
Filmen var med på Filmfestivalen i Cannes i 1985.

## Eksterne Henvisninger
- Pale Rider på Internet Movie Database (engelsk)
- Pale Rider på Filmdatabasen
- Pale Rider på Scope
- Pale Rider i Svensk Filmdatabas (svensk)
- Pale Rider på AlloCiné (fransk)
- Pale Rider på MovieMeter (nederlandsk)
- Pale Rider på AllMovie (engelsk)
- Pale Rider hos American Film Institute (engelsk)
- Pale Riders profil hos Encyclopædia Britannica Online (engelsk)
- Pale Rider på Turner Classic Movies (engelsk)